# Trifolion Echternach

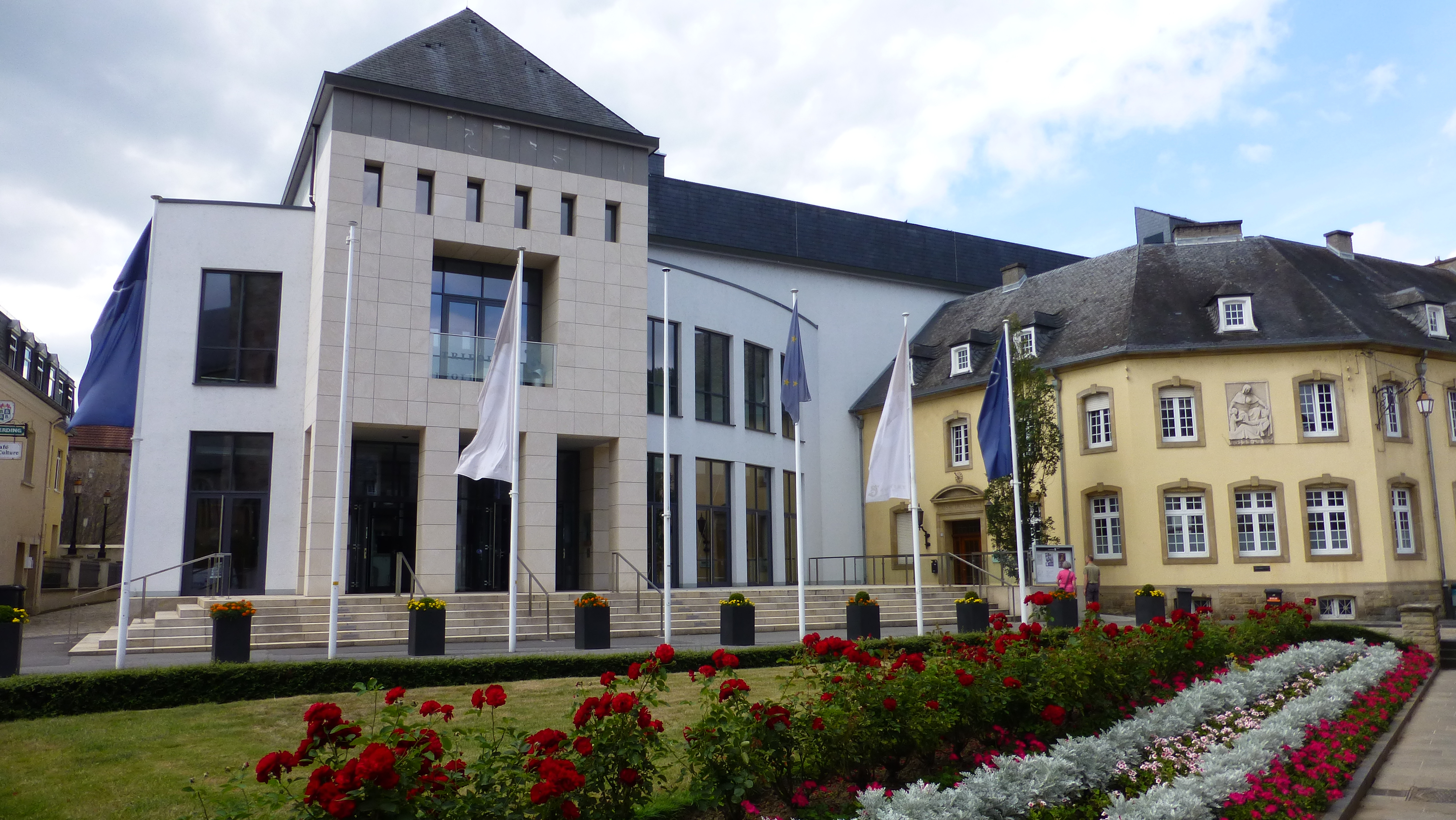

Das Trifolion (Eigenschreibweise TRIFOLION) ist eine Veranstaltungs- und Begegnungsstätte in Echternach im Großherzogtum Luxemburg. Der Name leitet sich ab von Trifolio (Kleeblatt) und bezieht sich auf die drei programmatischen Säulen Kultur, Kongress und Gesellschaft. Das Trifolion besteht seit 2008 und führt rund 200 Veranstaltungen jährlich durch.

## Architektur und Ausstattung
Das Trifolion ist Teil eines im Eigentum der Stadt Echternach stehenden Gebäudekomplexes am Standort des früheren Redemptoristenklosters. Das fünfstöckige Gebäude, das vom Echternacher Architekturbüro Niederweis, zum Teil nach Plänen des Kunsthistorikers und Denkmalschützers Georges Calteux, entworfen wurde, hat eine Gesamtfläche von 8.500 m². Im Gebäude sind ebenfalls die regionale Musikschule mit über 1000 Schülern sowie der Echternacher Musikverein untergebracht.

## Programm und Service
Im Kulturbereich umfasst das Veranstaltungsangebot Eigen- und Fremdveranstaltungen mit nationalen sowie international bekannten Künstlern aller kultureller Genres. Das Angebot umfasst Konzerte, Unterhaltungsveranstaltungen, Veranstaltungen für Kinder, Theater und Tanz, Ausstellungen sowie Lesungen und Vorträge. Außerdem ist das in Trifolion Veranstalter des Open-Air-Festivals Echterlive, das 2019 die Nachfolge des Festival International d‘Echternach übernommen hat. Auch regionalen Akteuren, wie beispielsweise der Echternacher Musikschule, der Harmonie Municipale Echternach und dem Lycée Classique Echternach wird eine Bühne geboten. Im Bereich Kongress veranstalten nationale wie internationale Unternehmen der Privatwirtschaft sowie Organisationen des öffentlichen nationalen wie europäischen Sektors alljährlich Tagungen und Seminare. Im Bereich Gesellschaft ist das Trifolion ganzjährig Ort von Empfängen von privaten wie öffentlichen Organisationen sowie der Wirtschaft, Hochzeiten, Ehrungen oder sonstiger Anlässe.
Zu Gast im Trifolion Echternach waren unter anderem Andrea Sawatzki, der Luxemburger Künstler Marc Schmit, Klazz Brothers & Cuba Percussion, Krystian Zimerman, Götz Alsmann, Peter Scholl-Latour, Richard David Precht, Manuel Andrack, Benno Fürmann und Ranga Yogeshwar.